# Epiterses
Epiterses, en llatí Epitherses, en grec antic Ἐπιθέρσης, fou un gramàtic grec nascut a Nicea que va escriure sobre autors àtics que conreaven el gènere còmic i el tràgic (περὶ Λέξεων Ἀττικῶν καί Κωμικῶν καὶ Τραγικῶν). Podria ser el pare del retòric Emilià i hauria viscut al començament del segle i sota l'empèrador Tiberi.